# Xã Valley, Quận Kidder, Bắc Dakota
Xã Valley (tiếng Anh: Valley Township) là một xã thuộc quận Kidder, tiểu bang Bắc Dakota, Hoa Kỳ. Năm 2010, dân số của xã này là 25 người.